# Naekasa
Naekasa is een bestuurslaag in het regentschap Belu van de provincie Oost-Nusa Tenggara, Indonesië. Naekasa telt 6548 inwoners (volkstelling 2010).